# 歐格雷鎮區 (密歇根州)
歐格雷鎮區（英語：Au Gres Township）是位於美國密歇根州阿勒納克縣的一個行政鎮區。

## 地方資料
歐格雷鎮區的面積為100.40平方千米，當中陸地面積為86.40平方千米，而水域面積為14.00平方千米。根據2020年美國人口普查的數據，當地共有人口896人，而人口密度為每平方千米8.92人。